# Stora Laxöringstjärnen
Stora Laxöringstjärnen är en sjö i Rättviks kommun i Dalarna och ingår i Dalälvens huvudavrinningsområde.